# Музей Сонобудойо
 Музей Сонобудойо  (индон.  Museum Sonobudoyo) — музей яванского искусства, представляет собой источник культуры и истории острова Ява (площадь 7 867 м²), Индонезия. Планировка музея, соблюдая традиционную яванскую архитектуру, была разработана голландским архитектором Керстен. Музей встретил первых посетителей в ноябре 1935 года.

## Коллекция
Музей Сонобудойо является вторым музеем в Индонезии, после Национального музея в Джакарте, по количеству коллекций культурных артефактов. В музее хранится неолитическая керамика, статуэтки и бронзовые изделия с 8-го, 9-го и 10-го века, коллекция древних бронзовых колоколов, различные виды масок (вайанг) для кукольного спектакля театра теней, гамелан, древняя коллекция оружия, ткацкие станки и даже коллекция балийской культуры. На март 2006 года количество экспонатов составляло 43 235 единиц.
Кроме того музей славится библиотекой, помещение площадью 668 м2, содержащая книги и рукописи по индонезийской культуре.
В вечернее время, с 20:00 до 23:00, для туристов в помещении музея устраивают представление индонезийский театр теней «ваянг-кулит», в которых участвуют марионетки, сделанные вручную из кожи, а сюжетом служат мифические истории из Рамаяны.